# セント・ジョン教区 (トバゴ島)
セント・ジョン教区（英語: Saint John Parish）は、トリニダード・トバゴ共和国トバゴ島の北東部に位置する教区（Parish）である。人口は2,825人（2011年国勢調査）で、トバゴ島を構成する7教区内では最も少ない。東部トバゴ地方（Eastern Tobago Region）に属する。
トバゴ島の主都スカボローから距離はあるが、非常にきれいな砂浜やサンゴ礁など観光資源も多い。主な村はスペイサイド、シャーロットヴィル。
また、リトル・トバゴ島（Little Tobago、別名：鳥の楽園の島（Bird of Paradise Island）やセント・ジャイルズ島（Saint Giles Island）、ゴート島（Goat Island）が教区内にある。